# Pieusse
Pieusse là một xã của Pháp, nằm ở tỉnh Aude trong vùng Occitanie.
Người dân địa phương trong tiếng Pháp gọi là Pieussans.

## Hành chính
| Danh sách các xã trưởng                |                    |     |            |         |
| Giai đoạn                              | Giai đoạn          | Tên | Đảng       | Tư cách |
| mars 2001                              | Jean-Pierre Robert |     | Socialiste |         |
| Tất cả các dữ liệu trước đây không rõ. |                    |     |            |         |

## Thông tin nhân khẩu
| 1793 | 1800 | 1806 | 1821 | 1831 | 1836 | 1841 | 1846 | 1851 |
| ---- | ---- | ---- | ---- | ---- | ---- | ---- | ---- | ---- |
| 650  | 650  | 635  | 712  | 754  | 706  | 708  | 669  | 440  |

| 1856 | 1861 | 1866 | 1872 | 1876 | 1881 | 1886 | 1891 | 1896 |
| ---- | ---- | ---- | ---- | ---- | ---- | ---- | ---- | ---- |
| 510  | 509  | 539  | 523  | 526  | 550  | 569  | 605  | 586  |

| 1901 | 1906 | 1911 | 1921 | 1926 | 1931 | 1936 | 1946 | 1954 |
| ---- | ---- | ---- | ---- | ---- | ---- | ---- | ---- | ---- |
| 617  | 584  | 531  | 483  | 502  | 520  | 511  | 502  | 504  |

| 1962                                         | 1968 | 1975 | 1982 | 1990 | 1999 | - | - | - |
| -------------------------------------------- | ---- | ---- | ---- | ---- | ---- | - | - | - |
| 459                                          | 458  | 532  | 697  | 877  | 906  | - | - | - |
| Số liệu kể từ 1962 : dân số không tính trùng |      |      |      |      |      |   |   |   |